# Кравченко, Илья Владимирович
Илья Владимирович Кравченко (род. 8 августа 2000 года) — украинский прыгун с шестом, бронзовый призёр Чемпионата мира 2017 года U18 (Найроби,Кения), серебряный призёр Чемпионата Европы 2019 года U20 (Бурос, Швеция) и Балканских игр 2020 года, многократный Чемпион Украины в разных возрастных группах.

## Биография
Родился 8 августа 2000 года в Донецке. Илья начал заниматься спортом с 6 лет и начал спортивный путь со спортивной гимнастики. В 11 лет начинает посещать секцию прыжков с шестом под руководством тренера Мартина Викторовича Шингура. Летом 2014 вместе с семьей переезжает в Киев из-за российского нападения на Донбасс, в соседнем городе Бровары продолжает тренировки под руководством Александра Борисовича Чевняева.